# Montferrièr
Montferrièr (en francès Montferrier) és un municipi francès de la regió d'Occitània, situat al departament de l'Arieja.

## Geografia
El municipi es troba als contraforts dels Pirineus, als peus del coll de Girabal. Pel poble hi passa el riu Touyre au pied du col de Girabal, elle abrite la station de ski des Monts d'Olmes.

## Demografia

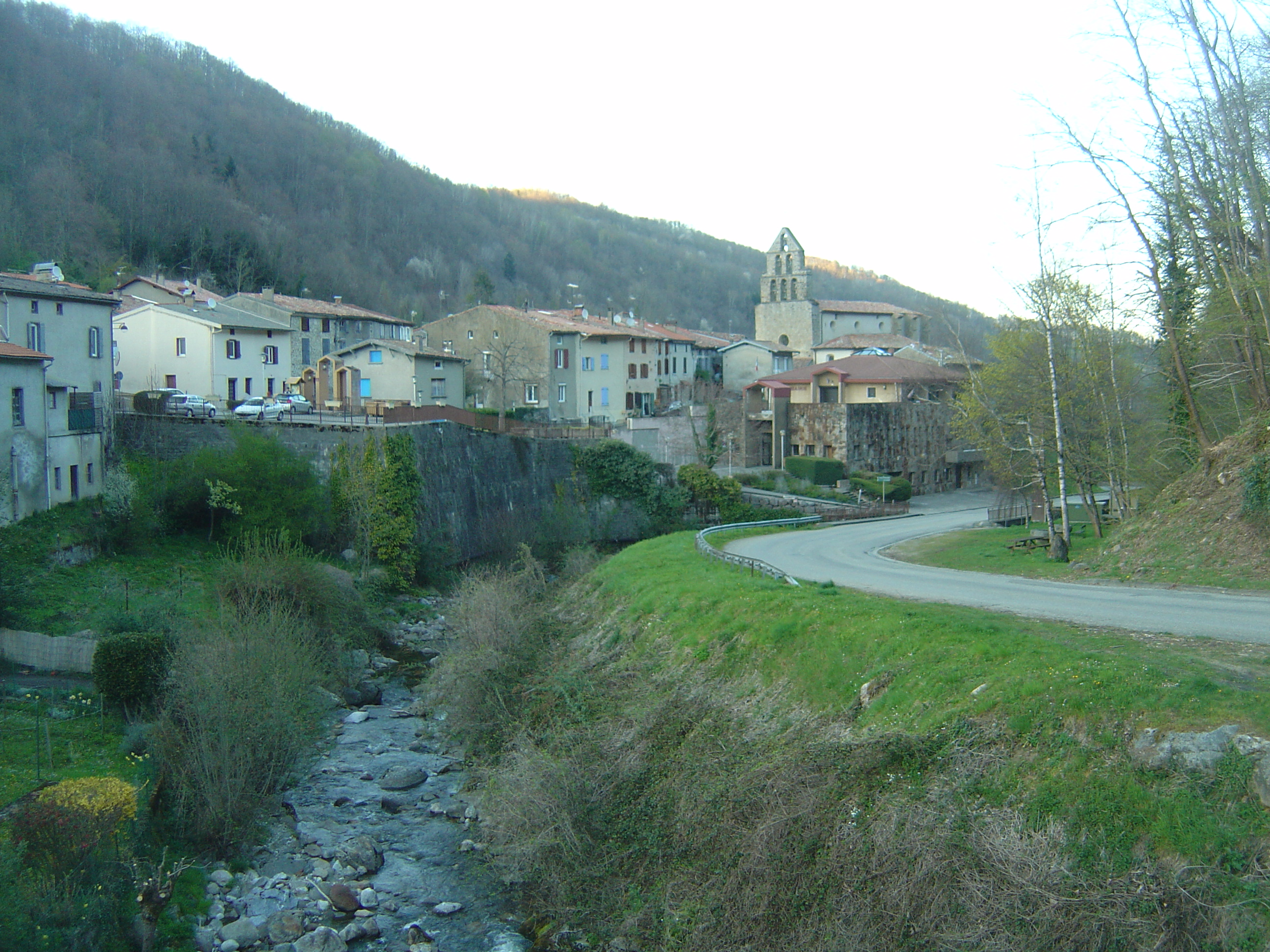
Vista de Montferrièr amb el riu Touyre.

L'evolució del nombre d'habitants es coneix a través dels censos de població realitzats al municipi des del 1793. A partir del 2006, les poblacions legals dels municipis francesos són publicades anualment per l'INSEE. El cens es basa ara en una recopilació anual d'informació, que afecta successivament tots els territoris municipals durant un període de cinc anys. Per als municipis de menys de 10.000 habitants, es fa una enquesta censal que cobreix tota la població cada cinc anys, i s'estimen per interpolació o extrapolació les poblacions legals dels anys intermedis. Per al municipi, el primer cens exhaustiu que es conformava amb el nou sistema es va realitzar el 2005. El 2017, el municipi tenia 495 habitants, un 21,18% menys que el 2012 (Arieja: + 0,52%, França sense Mayotte: + 2,36%).
| Evolució de la població |      |      |      |      |      |      |      |      |
| 1793                    | 1800 | 1806 | 1821 | 1831 | 1836 | 1841 | 1846 | 1851 |
| 1178                    | 1506 | 1505 | 1697 | 1751 | 1894 | 1914 | 1951 | 1964 |

| 1856 | 1861 | 1866 | 1872 | 1876 | 1881 | 1886 | 1891 | 1896 |
| ---- | ---- | ---- | ---- | ---- | ---- | ---- | ---- | ---- |
| 1835 | 1847 | 1802 | 1673 | 1560 | 1532 | 1485 | 1517 | 1513 |

| 1901 | 1906 | 1911 | 1921 | 1926 | 1931 | 1936 | 1946 | 1954 |
| ---- | ---- | ---- | ---- | ---- | ---- | ---- | ---- | ---- |
| 1246 | 1220 | 1237 | 1016 | 980  | 905  | 860  | 769  | 844  |

| 1962 | 1968 | 1975 | 1982 | 1990 | 1999 | 2005 | 2010 | 2015 |
| ---- | ---- | ---- | ---- | ---- | ---- | ---- | ---- | ---- |
| 812  | 742  | 735  | 733  | 748  | 664  | 649  | 638  | 508̈  |

## Patrimoni
- La Peiregada, llogarret a 980 metres d'altitud, a la riba del Touyre, amb una arquitectura típica de la montanya ariegesa i del País d'Òlmes.
- Església de Sant Bartomeu (s. XIII-XVII).[4]
- Castell de Montferrièr. Situat al capdamunt del poble, en resten poques ruïnes.[5]
- Capella de Nostra Senyora de les Neus dels Monts d'Òlmes.[6][7]